# Wairoa River (Hawke’s Bay)
Der Wairoa River ist ein Fluss im Wairoa District der Region Hawke’s Bay auf der Nordinsel von Neuseeland.

## Namensherkunft
In der Sprache der Māori bedeutet Wairoa so viel wie langes Wasser, wobei wai für Wasser und roa als Verb für lang steht.

## Geographie
Der Wairoa River entsteht durch den Zusammenfluss des Ruakituri River und des Hangaroa River bei der kleinen Siedlung Te Reinga. Nur knapp 200 m flussabwärts stürzt der neu gebildete Fluss die 35 m hohen Te Reinga Falls hinunter. Von dort aus fließt der Fluss in einigen Windungen bis Frasertown in eine bevorzugte südsüdwestliche Richtung und windet sich dann in einigen wenigen Bögen in Richtung Süden seinem Mündungsgebiet bei Wairoa entgegen, wo er in die Hawke Bay mündet.
Bei Frasertown, wo der Nebenfluss Waiau River von Westen kommend hinzustößt, überquert der New Zealand State Highway 38 den Wairoa River, und in der Stadt Wairoa führt der New Zealand State Highway 2 über die einzige Brücke der Stadt über den Fluss.

## Überflutungen
Die Ebene im Mündungsgebiet des Wairoa River ist im Vergleich zu seinem Einzugsgebiet recht schmal und dazu kommt, dass die Flussmündung sich über eine Küstenlinie von gut 2 km länge ständig verändert und zeitweise zu schlechteren Abflüssen in den Pazifischen Ozean führen kann.
In den Monaten November bis April wird die Ostküste von mehr oder weniger starke Zyklone, die zum Teil schwere Regenfälle mit sich bringen, die die Flüsse in sehr kurzer Zeit stark anschwellen lassen und zu erheblichen Überflutungen führen können, heimgesucht.
So besteht für die Stadt Wairoa, die auf dem Schwemmland des Wairoa River errichtet wurde, eine permanente Überflutungsgefahr. Im Mai 1948 brachten heftige Regenfälle mit 11.440 m³/s den höchsten Durchfluss, der jemals in Neuseeland gemessen wurde. Die einzige Brücke, die die beiden Stadtteile von Wairoa miteinander verbindet, verschwand knapp 1 m tief im Strom. 1988 jedoch, wurde die Brücke durch die Auswirkungen des Zyklon Bora weggerissen und die Stadt unter Wasser gesetzt.

## Nutzung
Im Wairoa River ist das Angeln möglich. In dem Fluss kommen Regenbogenforellen und vereinzelt auch Bachforellen.